# 平和県
平和県（へいわ-けん）は中華人民共和国福建省に位置する省直轄の県であり、しばらくの間、漳州市の代理管轄下に置かれている。住民は主に閩南人と客家人であり、うち閩南人が大半である。県内で主に話される言語は閩南語である。

## 歴史
1517年（正徳12年）、南靖県・漳浦県の一部に、王陽明の建議で新たに平和県が設置される。同年末に、同様の経緯で江西省に崇義県が設置される。

## 行政区画
下部に10鎮、5郷を管轄する
- 鎮
  - 小渓鎮、山格鎮、文峰鎮、南勝鎮、坂仔鎮、安厚鎮、大渓鎮、霞寨鎮、九峰鎮、芦渓鎮
- 郷
  - 五寨郷、国強郷、崎嶺郷、長楽郷、秀峰郷

## 交通

### 道路
- 高速道路
  -  甬莞高速道路（中国語版）
  -  雲平高速道路（中国語版）
- 国道
  - G355国道（中国語版）
  - G357国道（中国語版）